# Euphylidorea subadusta
Euphylidorea subadusta är en tvåvingeart som först beskrevs av Alexander 1924.  Euphylidorea subadusta ingår i släktet Euphylidorea och familjen småharkrankar. Inga underarter finns listade i Catalogue of Life.